# Gnossiennes
Unter dem Titel Gnossiennes werden eine Reihe von Klavierstücken des französischen Komponisten Erik Satie zusammengefasst, die in den Jahren 1889 bis 1897 entstanden sind und zu seinen bekanntesten Werken gehören. Im engeren Sinne werden darunter die drei Gnossiennes verstanden, die 1913 erstmals gemeinsam publiziert wurden, und –  obwohl chronologisch nicht korrekt – jeweils als erste, zweite bzw. dritte Gnossienne nummeriert sind. Sie sind zugleich die einzigen, die zu Lebzeiten des Komponisten veröffentlicht wurden. Die Nummerierung der weiteren Gnossiennes folgt der posthumen Ausgabe von Robert Caby aus dem Jahr 1968.

## Hintergrund und Entstehung
Warum Satie seine Klavierstücke mit dem Titel Gnossiennes belegte, ist unklar. Möglicherweise handelt es sich um eine Anspielung auf den Begriff Gnosis, der einerseits (ähnlich wie die Gymnopédies) auf die Antike, andererseits auf im weiteren Sinne religiös-mystische bzw. okkulte Strömungen verweist, wie sie im ausgehenden 19. Jahrhundert auch in Frankreich zunehmend populär wurden. Bisweilen wird in der Literatur auch auf einen möglichen Zusammenhang mit Knossos als Ort des Minotauros hingewiesen.
Musikalische Inspirationsquelle soll die Weltausstellung Paris 1889 gewesen sein, wo Satie auch in Berührung mit ost- und außereuropäischer Musik gekommen sein soll. In den Stücken zeigt sich das durch die Verwendung nichtdiatonischer Skalen. Tatsächlich datiert eine erste (heute als fünfte nummerierte) Gnossienne auf den 8. Juli 1889, die postum veröffentlicht wurde. Im Autographen trägt sie den schlichten Titel Gnossienne, hier noch ohne Nummerierung.
Auf den 22. Januar 1891 datiert ein weiteres Stück, das im Autographen titellos bleibt, von Caby später aber als vierte Gnossienne veröffentlicht wurde. Dies könnte an der melodischen Exotik und der strukturellen Ähnlichkeit zu den anderen Stücken dieses Titels liegen.
Die erste und dritte Gnossienne erschienen im September 1893 als Vorabdruck in Le Figaro musical. Die zweite wurde etwa zeitgleich als Faksimiledruck des Autographen in Le Cœur publiziert, wobei eine Datierung auf April 1893 ersichtlich wird. Alle drei wurden bei den Korrekturarbeiten ihrer Erstausgabe (1913) auf 1890 datiert, was möglicherweise nur eine grobe Rückdatierung darstellt. Die Autographe sind nicht erhalten.
Im Januar 1897 schrieb Satie noch eine weitere, von ihm auch so betitelte Gnossienne, der späteren Zählung nach die sechste. Gelegentlich findet sich in Sammelausgaben auch noch eine siebte Gnossienne: Satie fertigte einen Auszug aus der Bühnenmusik Le Fils des étoiles an, wobei die zweihändige Klavierfassung als Entwurf vorliegt. Die leicht erweiterte vierhändige Fassung wurde als Manière de Commencement publiziert und enthält im Autographen den Vermerk Gnossienne extraite du “Fils des Etoiles”.

## Form und Musik
Allen Gnossiennes gemeinsam ist deren Kürze und das langsame Tempo. Alle Gnossiennes (außer der fünften) sind zudem ohne Takte notiert, obwohl eine rhythmische Struktur gegeben ist. Charakteristisch sind ebenfalls das exotische Tonmaterial und die ungewöhnlichen, teils poetischen, teils rätselhaften Vortragsbezeichnungen, wie sie auch in anderen Werken Saties zu finden sind.